# Thiamphénicol
Le thiamphénicol est une molécule antibiotique de la classe des phénicols.

## Mode d'action
Le thiamphénicol inhibe la synthèse protéique bactérienne par fixation au ribosome bactérien.

## Contre-indications
- Anémie
- Antécédent d'aplasie médullaire
- leucopénie
- thrombopénie
- Déficit  en glucose 6 phosphate déshydrogénase
- Allergie au chloramphénicol (non commercialisé en France) ou au thiamphénicol
- Insuffisance rénale sévère

## Spécialité contenant du thiamphénicol
- THIOPHENICOL